# 彭添富
彭添富（1951年7月1日—2024年11月26日），中華民國政治人物，桃園市人，生前為總統府國策顧問，曾任臺灣省諮議會諮議長、連任兩屆台灣省議員及立法委員、行政院客家委員會政務副主任委員、民主進步黨族群事務部主任、桃園果菜市場公司董事長。2009年底，以無黨籍違紀參選因時任立法委員廖正井當選無效而遺留的桃園縣立法委員缺額補選，但投票前夕決定支持前民進黨立委郭榮宗而助其勝選。2012年再度參選立法委員，但最終因泛綠分裂，在平鎮龍潭選區敗給前平鎮市市長陳萬得之妻呂玉玲，這也是他繼2008年挑戰三連霸失利後第三度參與立法委員選舉落敗。

## 選舉紀錄
| 年度 | 選舉屆數             | 選舉區           | 所屬政黨   | 得票數 | 得票率 | 當選標記 | 備註 |
| ---- | -------------------- | ---------------- | ---------- | ------ | ------ | -------- | ---- |
| 1989 | 第九屆臺灣省議員選舉 | 桃園縣選舉區     | 民主進步黨 | 58,532 | 10.25% |          |      |
| 1994 | 第十屆臺灣省議員選舉 | 桃園縣選舉區     | 民主進步黨 | 70,640 | 10.05% |          |      |
| 1998 | 第四屆立法委員選舉   | 桃園縣選舉區     | 民主進步黨 | 28,895 | 4.31%  |          |      |
| 2001 | 第五屆立法委員選舉   | 桃園縣選舉區     | 民主進步黨 | 68,758 | 8.74%  |          |      |
| 2004 | 第六屆立法委員選舉   | 桃園縣選舉區     | 民主進步黨 | 37,549 | 5.10%  |          |      |
| 2008 | 第七屆立法委員選舉   | 桃園縣第三選舉區 | 民主進步黨 | 49,305 | 36.32% |          |      |
| 2010 | 第七屆立法委員補選   | 桃園縣第二選舉區 | 無黨籍     | 1,760  | 1.90%  |          |      |
| 2012 | 第八屆立法委員選舉   | 桃園縣第五選舉區 | 民主進步黨 | 60,887 | 35.13% |          |      |

## 褒揚令
2024年12月22日於中壢區住宅旁舉辦告別式，總統賴清德親自到場頒發褒揚令，由其子、市議員彭俊豪代表受贈，總統褒揚令全文為：

總統府國策顧問彭添富，堅勁沉毅，圓和敏贍。少歲克勤慎行，執教桃園縣立大園國民中學，繼負笈遊美，獲明尼蘇達州立曼徹普立敦大學公共行政管理碩士學位，嗣入中華大學科技管理研究所潛脩博士學位，礱磨砥礪，黽勉奮進。歷任桃園縣議員、臺灣省諮議會諮議長、立法委員、行政院客家委員會副主任委員等職，推動修正有線廣播電視法，致力催生客家電視臺；恢弘傳統客家精神，悉心普及母語教學，出謀畫策，殫思竭慮；暢申民意，議席揚聲。復任桃園果菜市場股份有限公司董事長，規度農產倉儲設施，穩定物資供需調節；籌措即時菜價軌制，拓展網購銷售通路，惠益民生，枌榆流詠。綜其生平，盡瘁原鄉文化薪傳志業，踐履多元族群共融深衷，餘緒茂猷，蓬島垂芬。遽聞溘逝，悼惜彌殷，應予明令褒揚，用示政府篤念宿賢之至意。

總　　　統　賴清德　　　　

行政院院長　卓榮泰　　　　

## 外部連結
- 立法院 （页面存档备份，存于）

| 中華民國政府職務 | 中華民國政府職務                            | 中華民國政府職務 |
| ---------------- | ------------------------------------------- | ---------------- |
| 行政院           |                                             |                  |
| 前任： 邱議瑩    | 客家委員會副主委 2008年2月1日—2008年5月20日 | 繼任： 劉東隆    |

1. ↑  . 聯合新聞網. 2024-12-22.
2. ↑  . 中華民國總統府. 2024-12-22  [2024-12-22]. （原始内容存档于2025-04-13）.